# Charles Auguste Marie Joseph, Conde de Forbin-Janson
Charles Auguste Marie Joseph, Conde de Forbin-Janson (Paris, 3 de novembro de 1785 – Marselha, 12 de julho de 1844) foi um aristocrata e padre francês, notório por ter sido o fundador da ordem Padres da Misericórdia, responsável por buscar evangelizar novamente a França após a Revolução Francesa.
Para além do território francês, Charles também realizou excursões missionárias para o Canadá e nos Estados Unidos.

## Biografia

### Primeiros anos
Charles nasceu na capital francesa, Paris, em 1785, segundo filho do conde Michel-Palamède de Forbin-Janson e de sua esposa, Cornélie-Henriette-Sophie-Louise-Hortense-Gabrielle, princesa de Galéan. Durante a Revolução Francesa, sua família refugiou-se na Baviera, onde estabeleceram-se e retornaram apenas em 1800. No ano de 1805, aceitou um convite de Napoleão Bonaparte para ser auditor do Conselho de Estado francês. Além do cargo na burocracia estatal francesa, passou a integrar-se a Congregação Mariana, ordem católica que ganhou força após a Supressão da Companhia de Jesus.
Em 1808, Charles entrou para o Seminário de São Suplício. A decisão foi tomada após as discussões públicas entre Napoleão e Papa Pio VII, que fez com que Charles deixasse suas funções na carreira estatal e ingressasse na vida religiosa. Durante o seminário, fez amizade com Eugênio de Mazenod com que partilhou o ideário de ser missionário católico pela França e pelo mundo, ingressando no grupo Missionários Oblatos de Maria Imaculada.
Charles foi ordenado padre em Chambéry,  no dia 15 de dezembro de 1811, por Irénée-Yves Desolle, Bispo de Chambéry. Recém-ordenador e com  desejo missionário, foi aconselhado pelo Papa Pio VII a permanecer na França, onde fundou a ordem Padres da Misericórdia, buscando um novo processo de evangelização dos franceses após a crise no catolicismo francês geradas no contexto da Revolução Francesa.

### Missionário
Os Padres de Misericórdia, tinham como prática missionária bater de porta em porta na casa da população em busca de novos evangelizados, o que para época gerou muita popularidade para a Ordem e um reestabelecimento da Igreja Católica com a população francesa. Por ser aristocrata, Charles, chegou a financiar com recursos próprios obras de fé pela França.
No ano de 1817, Forbin-Janson foi enviado para a Síria em uma missão e retornou à França em 1819 e novamente assumiu o trabalho de missionário em sua terra natal até 1823. Com posições monarquistas, associou-se fortemente as políticas de Carlos X de França, porém pelo seu alinhamento, foi um dos alvos da Revolução de Julho, ficando inviável seu retorno para sua diocese em Nancy.
Isolado do posto em sua diocese, Charles, viajou à Roma onde foi apoiado pelo Papa Gregório XVI a seguir sua vida de missionário na América do Norte, em especial nos Estados Unidos e Canadá.

#### América do Norte
Charles chegou em Nova Iorque em 18 de outubro de 1839. Percebendo a ausência de um local para missas para francófonos, onde ajudou a idealizar a Igreja de São Vicente de Paulo, templo que realizasse missas em francês, em meio de uma Nova Iorque com muitos imigrantes franceses.
Para além de Nova Iorque, Charles ainda teve passagens missionárias pelo Alabama e no Canadá, em Quebec, onde proferiu uma missa na catedral da cidade. Seu último ato nos Estados Unidos foi em 1841, quando passou pelo estado da Pensilvânia e ordenou Peter Richard Kenrick arcebispo da cidade.

### Anos posteriores
Charles deixou Nova Iorque em dezembro de 1841, retornando para França. No ano seguinte, dirigiu-se à Roma para contar a experiência evangelizadora nos Estados Unidos para o alto clero católico. 
Em 1842, foi para Londres pedir anistia para trinta e oito revoltosos canadenses presos por insubordinação pelo Império Britânico. Retornando à França, esboçou interesse em realizar missões na China, mas não obteve apoio do clero francês.

### Morte
Charles morreu inesperadamente no castelo de sua família em Les Aygalades, agora parte da cidade de Marselha. Ele foi enterrado no Cemitério Picpus em Paris, em uma ala reservada para a aristocracia que havia sido morta durante a Revolução Francesa.